# Yvette Gastauer-Claire

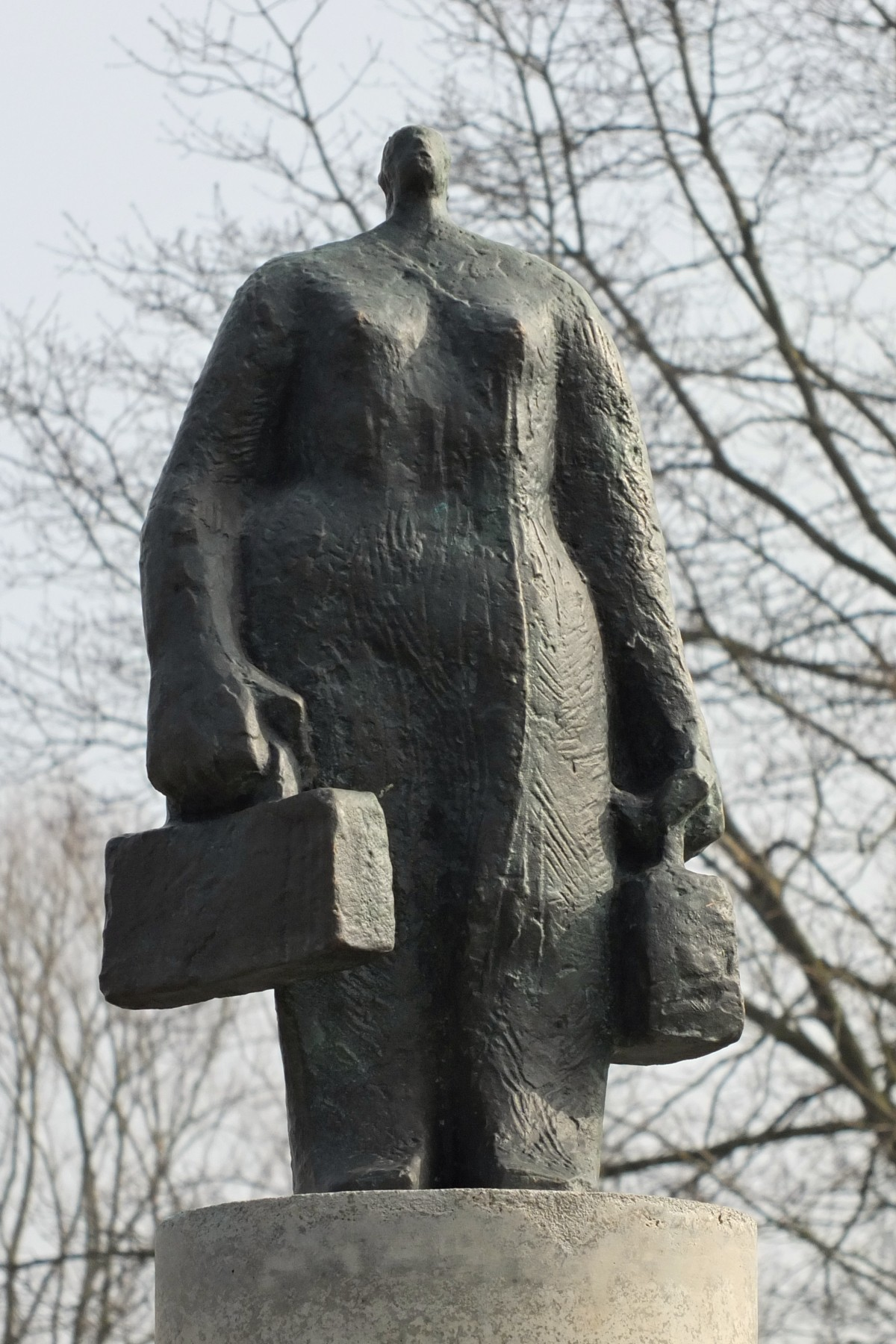
Die Reisende (2015) in Holzbüttgen

Yvette Gastauer-Claire (Esch-sur-Alzette, 1957) is een Luxemburgs beeldhouwer en medailleur.

## Leven en werk
Gastauer studeerde aan de sectie beeldende kunst van het Lycée Technique des Arts et Métiers (1974-1979) in Luxemburg-Stad. Ze was daarna leerling op het atelier van beeldhouwer Camille Nocher. Gastauer deed verder ervaring op in het modelleren op een atelier van Service des sites et monuments nationaux en werkte in de periode 1980-1984 als restaurator bij het Musée national d'archéologie, d'histoire et d'art. Ze gaf lessen in beeldhouwen voor volwassenen werd en kunstlessen aan visueel gehandicapte kinderen in het Institut pour Déficients Visuels in Luxemburg. Naast haar beeldhouwwerk werkt Gastauer sinds 1983 als medailleur en maakte ze diverse penningen en het ontwerp van de nationale zijde van de Luxemburgse euromunten. 
Sinds 1975 exposeert ze haar werk, onder andere op FIDEM-tentoonstellingen, de tentoonstellingen Cent ans d'art de la médaille au Grand-Duché de Luxembourg (1991), georganiseerd door de Banque et Caisse d'Épargne de l'État en In the Round: Contemporary art medals of the world (1992) in het British Museum. In 2023 had ze haar solotentoonstelling Les traces de mes émotions in het Schëfflenger Konschthaus.
De kunstenares is moeder van voormalig wielrenner Ben Gastauer.

## Enkele werken
Sculpturen
- 1992: Wou dat roud Gold gegruewe gouf, fonteinsculptuur in Dudelange.
- 2002: De Feiersteppler voor de centrale bank in Luxemburg.
- 2004:  De Schëfflenger, in Schifflange. In samenwerking met Solange Wozniak.
- 2007: Porte d'Italie, monument voor Italiaanse immigranten, Dudelange.
- 2009: Willibrord, beeld voor de Willibrordskerk in Mondercange.
- 2011: plaquettes ter herinnering aan wielrenners Elsy Jacobs en Charly Gaul in het Stadspark in Luxemburg-Stad.
- 2015: Die Reisende, Holzbüttgen.
- 2016: De Mënsch - l'Être humain in Steinfort.
- 2023: Péitenger Wandjang bij het Station Pétange.
- 2023: Madame bij het Schëfflenger Konschthaus in Schifflange.

Munten en penningen
- 1995: zilveren munt t.g.v. Luxemburg-Stad als culturele hoofdstad van Europa
- 1999: nationale zijde van de Luxemburgse euromunten
- 2000: munten t.g.v. de troonsbestijging van Henri van Luxemburg
- 2000: Elle penning voor de Britisch Art Medal Society[5]